# C.V. Jørgensen
Carsten Valentin (C.V.) Jørgensen (født 9. maj 1950 i Lyngby) er en dansk sanger og sangskriver. Mellemnavnet Valentin er et tilvalgt kunstnernavn.

## Karriere
Efter to pladeudgivelser i relativ ubemærkethed fik C.V. Jørgensen sit gennembrud med albummet Storbyens små oaser (1977), hvor hans satiriske tekster spiddede både den danske kolonihaveidyl og den akademiske intelligentsia. Blandt numrene fra albummet var Entertaineren og Bellevue. Bandet bestod ud over C.V. Jørgensen selv (vokal og guitar) af Ivan Sonne Horn (guitar), Erik Falck (bas) og René Wulff (trommer). Denne konstellation blev kendt som „Det ganske lille band“.
Bandet høstede i årene 1976 til 1979 stor succes. Det satte navnet C.V. Jørgensen på danmarkskortet og nåede at indspille tre plader, som alle (efter nutidens salgstal) udmøntede sig i platinplader. På albummet Vild i varmen var bandet udvidet med guitaristen Thomas Grue og på Solgt til stanglakrids med keyboardspilleren og violinisten Lotte Rømer.
Op gennem 1980'erne var C.V. Jørgensens tekster i klar opposition til yuppies og borgerlig politisk dominans. I 1980 indspillede han albummet Tidens tern sammen med Delta Cross Band. Sangen Costa del Sol, der er en satire over rige danske pensionisters flugt til skattely ved den spanske sydkyst, blev en landeplage og er fortsat den sang, de fleste umiddelbart forbinder med C.V. Jørgensen.
Imidlertid ragede Billy Cross og C.V. Jørgensen uklar og afbrød deres samarbejde. I januar 2006 blev Tidens tern udvalgt til at indgå i Kulturministeriets kulturkanon under kategorien populærmusik.
I 1990'erne skiftede C.V. Jørgensen radikalt stil med albummet Sjælland (1994), der blandede producer Kasper Windings pop-sound med svævende, free jazz-inspirerede messingblæsere. Musikalsk flyttede fokus fra et standardrockformat til en mere fri stil, hvor teksterne skiftede fra den ordrige, fortællende stil til stramme stemningsbilleder. Denne stil kendetegner også næste album Fraklip fra det fjerne, som udkom otte år senere, i 2002.
C.V. Jørgensen har i sin lange karriere endvidere arbejdet sammen med en række af dansk rocks musikalske profiler som blandt andre Tim Christensen, Aske Jacoby, Sanne Salomonsen, Billy Cross, Gert Smedegaard, Kasper Winding og Nils Henriksen.
I sensommeren 2009 vendte C.V Jørgensen for første gang i syv år tilbage til scenen, med tre koncerter under Århus Festuge. Ligeledes blev der i Århus afholdt en koncert på Northside Festivalen, lørdag den 9. juni 2018, som en del af en turné.

## Sprog
I en analyse fra 2017 udført af musikmagasinet Gaffa fandt man, at 33% af ordene i hans tekster var unikke, hvilket var højere end nogen anden dansk kunstner eller gruppe.

## Diskografi

### Studiealbum
- En stynet strejfer (1974)
- T-shirts, Terylenebukser & Gummisko (1975)
- Storbyens små oaser (1977)
- Vild i varmen (1978)
- Solgt til stanglakrids (1979)
- Tidens tern (1980)
- Lediggang agogo (1982)
- Vennerne & vejen (1985)
- Indian Summer (1988)
- I det muntre hjørne (1990)
- Sjælland (1994)
- Fraklip fra det fjerne (2002)

### Livealbum
- Lige lovlig live (1986)
- Så live som muligt (2003)
- Sange fra scenen (2012)

### Opsamlingsalbum
- De 2 første (1979)
- Det ganske lille bands bedste (1980)
- 16 hits (1992)
- Skygger og magi – syregrønne evergreens (1996)
- Fire originale album fra EMI's skatkammer (bokssæt, 2009)
- 4 originale albums (bokssæt, 2010)
- Det ganske lille band 1977-1979 (bokssæt, 2011)

### Andre album
- Mig og Charly (med Kasper Winding) (1978)
- Johnny Larsen (med Kasper Winding, Ole Arnfred, Toots Thielemans) (1979)

### Medvirkende på
- Hookfarm Julepladen ("Dubletter" med Nis P. Jørgensen) (1976)
- Christianiapladen ("Ghetto Svend") (1976)
- Klatremus og de andre dyr i Hakkebakkeskoven ("Mikkel rævs vise" og "Ræveluskevise") (1990)
- From All of Us...  ("The Night Belongs to You") (1993)
- Tangokat ("Pjerrot og månen") (1995)
- Jesus & Josefine ("Flammerne") (2003)
- Songs for a Soundtrack - The Original Motion Picture Soundtrack for Simon & Malou ("Everybody's Got to Learn Sometime") (2009)

### Film
- C.V. Jørgensen - dokumentarfilm (1978)
- Musikportræt: C.V. Jørgensen - dokumentar (1994)
- C.V. Jørgensen - skygger og skønhed - dokumentarfilm (2006)